# Blazers de Philadelphie
Les Blazers de Philadelphie, ou Philadelphia Blazers en anglais, sont une franchise aujourd'hui défunte de hockey sur glace d'Amérique du Nord.  L'équipe était localisée à Philadelphie dans le Commonwealth de la Pennsylvanie aux États-Unis.
Une des douze franchises de la saison inaugurale 1972-1973 de l'Association mondiale de hockey (AMH), l'équipe devait à l'origine être basée en Floride sous le nom des Screamings Eagles de Miami. Après une saison marquée par les controverses et la faible affluence des matchs à domicile, les Blazers sont vendus et relocalisés à Vancouver au Canada où ils deviennent les Blazers de Vancouver.

## Historique

### Les Screaming Eagles de Miami
En 1971, Gary Davidson et Dennis A. Murphy, connus pour avoir fondé l'American Basketball Association en 1967, créent l'Association mondiale de hockey (AMH), une ligue majeure qui doit rivaliser avec la Ligue nationale de hockey (LNH). Ils confient à l'homme d'affaires Herb Martin d'installer une des franchises à Miami, en Floride. Il s'agissait alors d'un mouvement audacieux car la LNH n'avait jamais compté d'équipe plus au sud que Saint-Louis, dans le Missouri. Afin d'attirer l'attention vers son équipe, Martin tente de signer des grands noms du hockey. Ainsi, les Screaming Eagles sont la première équipe de l'AMH a signé un joueur de la LNH en la personne de Bernie Parent, alors gardien des Maple Leafs de Toronto. Cependant les problèmes rattrapent les Eagles. La construction de l'aréna qui doit accueillir les rencontres à domicile est arrêtée, car non-conforme aux règles d'urbanisation. De plus, la LNH décide de s'expandre à Atlanta, en Géorgie, à compter de la saison 1972-1973. Enfin, Martin ne peut payer les 100 000 dollars nécessaires pour s'engager en AMH. Le 28 avril 1972, Gary Davidson, devenu président de la ligue, notifie par courrier recommandé Martin que la franchise est retirée et que les Screaming Eagles ne sont plus membres de l'AMH.

## Résultats

### Saison régulière

#### Classement
| Équipe                            | PJ | V  | D  | N | Pts | BP  | BC  | Pun   |
| --------------------------------- | -- | -- | -- | - | --- | --- | --- | ----- |
| Whalers de la Nouvelle-Angleterre | 78 | 46 | 30 | 2 | 94  | 318 | 263 | 858   |
| Crusaders de Cleveland            | 78 | 43 | 32 | 3 | 89  | 287 | 239 | 1 095 |
| Blazers de Philadelphie           | 78 | 38 | 40 | 0 | 76  | 288 | 305 | 1 260 |
| Nationals d'Ottawa                | 78 | 35 | 39 | 4 | 74  | 279 | 301 | 1 067 |
| Nordiques de Québec               | 78 | 33 | 40 | 5 | 71  | 276 | 313 | 1 354 |
| Raiders de New York               | 78 | 33 | 43 | 2 | 68  | 303 | 334 | 900   |

#### Match après match
| Date     | Résultat | Adversaire                          | Score | Fiche (V-D-N) |
| -------- | -------- | ----------------------------------- | ----- | ------------- |
| 12 oct.  | défaite  | @ Whalers de la Nouvelle-Angleterre | 3-4   | 0-1-0         |
| 15 oct.  | défaite  | @ Raiders de New York               | 0-5   | 0-2-0         |
| 19 oct.  | défaite  | @ Sharks de Los Angeles             | 2-4   | 0-3-0         |
| 20 oct.  | défaite  | @ Oilers de l'Alberta               | 1-4   | 0-4-0         |
| 22 oct.  | défaite  | @ Jets de Winnipeg                  | 3-6   | 0-5-0         |
| 24 oct.  | défaite  | @ Jets de Winnipeg                  | 3-5   | 0-6-0         |
| 25 oct.  | défaite  | Crusaders de Cleveland              | 2-8   | 0-7-0         |
| 27 oct.  | victoire | Sharks de Los Angeles               | 5-4   | 1-7-0         |
| 28 oct.  | défaite  | Nationals d'Ottawa                  | 3-5   | 1-8-0         |
| 1er nov. | victoire | @ Crusaders de Cleveland            | 7-5   | 2-8-0         |
| 2 nov.   | défaite  | @ Nordiques de Québec               | 3-6   | 2-9-0         |
| 4 nov.   | défaite  | @ Whalers de la Nouvelle-Angleterre | 4-8   | 2-10-0        |
| 5 nov.   | défaite  | @ Fighting Saints du Minnesota      | 1-3   | 2-11-0        |
| 12 nov.  | défaite  | @ Nationals d'Ottawa                | 1-2   | 2-12-0        |
| 14 nov.  | victoire | @ Cougars de Chicago                | 4-3   | 3-12-0        |
| 18 nov.  | défaite  | Fighting Saints du Minnesota        | 4-5   | 3-13-0        |
| 19 nov.  | défaite  | @ Raiders de New York               | 0-5   | 3-14-0        |
| 22 nov.  | victoire | Oilers de l'Alberta                 | 5-4   | 4-14-0        |
| 24 nov.  | défaite  | Fighting Saints du Minnesota        | 4-6   | 4-15-0        |
| 25 nov.  | défaite  | Cougars de Chicago                  | 3-4   | 4-16-0        |
| 28 nov.  | victoire | Sharks de Los Angeles               | 4-3   | 5-16-0        |
| 1er déc. | victoire | Whalers de la Nouvelle-Angleterre   | 5-3   | 6-16-0        |
| 2 déc.   | défaite  | @ Crusaders de Cleveland            | 2-8   | 6-17-0        |
| 5 déc.   | défaite  | Crusaders de Cleveland              | 3-4   | 6-18-0        |
| 8 déc.   | victoire | Raiders de New York                 | 3-1   | 7-18-0        |
| 9 déc.   | victoire | Nationals d'Ottawa                  | 7-1   | 8-18-0        |
| 12 déc.  | défaite  | @ Nordiques de Québec               | 2-5   | 8-19-0        |
| 13 déc.  | victoire | Jets de Winnipeg                    | 7-4   | 9-19-0        |
| 15 déc.  | victoire | Jets de Winnipeg                    | 6-4   | 10-19-0       |
| 16 déc.  | défaite  | Whalers de la Nouvelle-Angleterre   | 6-10  | 10-20-0       |
| 17 déc.  | victoire | @ Whalers de la Nouvelle-Angleterre | 6-3   | 11-20-0       |
| 19 déc.  | défaite  | Raiders de New York                 | 2-7   | 11-21-0       |
| 20 déc.  | victoire | @ Cougars de Chicago                | 8-5   | 12-21-0       |
| 23 déc.  | défaite  | @ Aeros de Houston                  | 3-7   | 12-22-0       |
| 25 déc.  | défaite  | @ Crusaders de Cleveland            | 0-8   | 12-23-0       |
| 26 déc.  | victoire | @ Fighting Saints de Minnesota      | 6-2   | 13-23-0       |
| 28 déc.  | défaite  | @ Cougars de Chicago                | 3-6   | 13-24-0       |
| 31 déc.  | victoire | @ Sharks de Los Angeles             | 3-1   | 14-24-0       |
| 1er jan. | victoire | @ Raiders de New York               | 3-0   | 15-24-0       |

| Date     | Résultat | Adversaire                          | Score | Fiche (V-D-N) |
| -------- | -------- | ----------------------------------- | ----- | ------------- |
| 10 jan.  | défaite  | Raiders de New York                 | 1-4   | 15-25-0       |
| 12 jan.  | victoire | Nationals d'Ottawa                  | 4-3   | 16-25-0       |
| 13 jan.  | victoire | Nordiques de Québec                 | 9-4   | 17-25-0       |
| 16 jan.  | défaite  | Crusaders de Cleveland              | 3-4   | 17-26-0       |
| 19 jan.  | victoire | Nationals d'Ottawa                  | 4-2   | 18-26-0       |
| 20 jan.  | défaite  | Aeros de Houston                    | 3-4   | 18-27-0       |
| 24 jan.  | victoire | @ Nordiques de Québec               | 6-4   | 19-27-0       |
| 25 jan.  | victoire | @ Crusaders de Cleveland            | 7-4   | 20-27-0       |
| 27 jan.  | victoire | @ Oilers de l'Alberta               | 1-0   | 21-27-0       |
| 28 jan.  | défaite  | @ Oilers de l'Alberta               | 2-4   | 21-28-0       |
| 30 jan.  | victoire | @ Nationals d'Ottawa                | 5-4   | 22-28-0       |
| 2 fév.   | défaite  | @ Crusaders de Cleveland            | 3-5   | 22-29-0       |
| 6 fév.   | défaite  | @ Nationals d'Ottawa                | 3-5   | 22-30-0       |
| 7 fév.   | défaite  | @ Nordiques de Québec               | 0-3   | 22-31-0       |
| 10 fév.  | victoire | Nordiques de Québec                 | 5-4   | 23-31-0       |
| 11 fév.  | victoire | Crusaders de Cleveland              | 6-1   | 24-31-0       |
| 13 fév.  | victoire | Whalers de la Nouvelle-Angleterre   | 5-4   | 25-31-0       |
| 14 fév.  | victoire | Crusaders de Cleveland              | 6-5   | 26-31-0       |
| 16 fév.  | victoire | Raiders de New York                 | 9-2   | 27-31-0       |
| 18 fév.  | défaite  | Sharks de Los Angeles               | 1-4   | 27-32-0       |
| 20 fév.  | victoire | Whalers de la Nouvelle-Angleterre   | 4-2   | 28-32-0       |
| 22 fév.  | victoire | @ Nationals d'Ottawa                | 6-5   | 29-32-0       |
| 25 fév.  | défaite  | @ Jets de Winnipeg                  | 3-5   | 29-33-0       |
| 27 fév.  | défaite  | @ Fighting Saints de Minnesota      | 0-3   | 29-34-0       |
| 4 mars   | victoire | @ Raiders de New York               | 4-2   | 30-34-0       |
| 6 mars   | défaite  | @ Cougars de Chicago                | 1-2   | 30-35-0       |
| 8 mars   | victoire | Fighting Saints de Minnesota        | 2-1   | 31-35-0       |
| 9 mars   | victoire | Nordiques de Québec                 | 11-3  | 32-35-0       |
| 11 mars  | défaite  | Aeros de Houston                    | 2-4   | 32-36-0       |
| 12 mars  | défaite  | Nordiques de Québec                 | 4-6   | 32-37-0       |
| 13 mars  | victoire | Aeros de Houston                    | 4-3   | 33-37-0       |
| 17 mars  | défaite  | @ Whalers de la Nouvelle-Angleterre | 0-4   | 33-38-0       |
| 19 mars  | défaite  | @ Aeros de Houston                  | 1-5   | 33-39-0       |
| 21 mars  | victoire | @ Aeros de Houston                  | 7-3   | 34-39-0       |
| 23 mars  | victoire | @ Sharks de Los Angeles             | 7-3   | 35-39-0       |
| 28 mars  | défaite  | Oilers de l'Alberta                 | 1-2   | 35-40-0       |
| 29 mars  | victoire | Oilers de l'Alberta                 | 2-1   | 36-40-0       |
| 31 mars  | victoire | Cougars de Chicago                  | 5-1   | 37-40-0       |
| 1er avr. | victoire | Jets de Winnipeg                    | 4-2   | 38-40-0       |

### Séries éliminatoires

#### Arbre de qualification
|  | Quarts de finale             | Quarts de finale                  | Quarts de finale          | Quarts de finale          |                                   |                                   | Demi-finales               | Demi-finales               | Demi-finales               | Demi-finales               |  |  | Finale                     | Finale                     | Finale                     | Finale                     |
|  |                              |                                   |                           |                           |                                   |                                   |                            |                            |                            |                            |  |  |                            |                            |                            |                            |
|  | 7, 8, 10, 12, et 14 avril    | 7, 8, 10, 12, et 14 avril         | 7, 8, 10, 12, et 14 avril | 7, 8, 10, 12, et 14 avril |                                   |                                   | 18, 19, 21, 22 et 26 avril | 18, 19, 21, 22 et 26 avril | 18, 19, 21, 22 et 26 avril | 18, 19, 21, 22 et 26 avril |  |  | 29 avril, 2, 3, 5 et 6 mai | 29 avril, 2, 3, 5 et 6 mai | 29 avril, 2, 3, 5 et 6 mai | 29 avril, 2, 3, 5 et 6 mai |
|  | 7, 8, 10, 12, et 14 avril    | 7, 8, 10, 12, et 14 avril         | 7, 8, 10, 12, et 14 avril | 7, 8, 10, 12, et 14 avril |                                   |                                   | 18, 19, 21, 22 et 26 avril | 18, 19, 21, 22 et 26 avril | 18, 19, 21, 22 et 26 avril | 18, 19, 21, 22 et 26 avril |  |  | 29 avril, 2, 3, 5 et 6 mai | 29 avril, 2, 3, 5 et 6 mai | 29 avril, 2, 3, 5 et 6 mai | 29 avril, 2, 3, 5 et 6 mai |
|  | E1                           | Whalers de la Nouvelle-Angleterre | 4                         | 4                         |                                   |                                   | 18, 19, 21, 22 et 26 avril | 18, 19, 21, 22 et 26 avril | 18, 19, 21, 22 et 26 avril | 18, 19, 21, 22 et 26 avril |  |  | 29 avril, 2, 3, 5 et 6 mai | 29 avril, 2, 3, 5 et 6 mai | 29 avril, 2, 3, 5 et 6 mai | 29 avril, 2, 3, 5 et 6 mai |
|  | E1                           | Whalers de la Nouvelle-Angleterre | 4                         | 4                         |                                   |                                   | 18, 19, 21, 22 et 26 avril | 18, 19, 21, 22 et 26 avril | 18, 19, 21, 22 et 26 avril | 18, 19, 21, 22 et 26 avril |  |  | 29 avril, 2, 3, 5 et 6 mai | 29 avril, 2, 3, 5 et 6 mai | 29 avril, 2, 3, 5 et 6 mai | 29 avril, 2, 3, 5 et 6 mai |
|  | E4                           | Nationals d'Ottawa                | 1                         | 1                         |                                   |                                   | 18, 19, 21, 22 et 26 avril | 18, 19, 21, 22 et 26 avril | 18, 19, 21, 22 et 26 avril | 18, 19, 21, 22 et 26 avril |  |  | 29 avril, 2, 3, 5 et 6 mai | 29 avril, 2, 3, 5 et 6 mai | 29 avril, 2, 3, 5 et 6 mai | 29 avril, 2, 3, 5 et 6 mai |
|  | E4                           | Nationals d'Ottawa                | 1                         | 1                         | Whalers de la Nouvelle-Angleterre | Whalers de la Nouvelle-Angleterre | 4                          | 4                          |                            |                            |  |  | 29 avril, 2, 3, 5 et 6 mai | 29 avril, 2, 3, 5 et 6 mai | 29 avril, 2, 3, 5 et 6 mai | 29 avril, 2, 3, 5 et 6 mai |
|  | 4, 7, 8 et 11 avril          |                                   |                           |                           | Whalers de la Nouvelle-Angleterre | Whalers de la Nouvelle-Angleterre | 4                          | 4                          |                            |                            |  |  | 29 avril, 2, 3, 5 et 6 mai | 29 avril, 2, 3, 5 et 6 mai | 29 avril, 2, 3, 5 et 6 mai | 29 avril, 2, 3, 5 et 6 mai |
|  |                              |                                   | Crusaders de Cleveland    | Crusaders de Cleveland    | 1                                 | 1                                 |                            |                            |                            |                            |  |  | 29 avril, 2, 3, 5 et 6 mai | 29 avril, 2, 3, 5 et 6 mai | 29 avril, 2, 3, 5 et 6 mai | 29 avril, 2, 3, 5 et 6 mai |
|  | E2                           | Crusaders de Cleveland            | Crusaders de Cleveland    | Crusaders de Cleveland    | 1                                 | 1                                 | 4                          | 4                          |                            |                            |  |  | 29 avril, 2, 3, 5 et 6 mai | 29 avril, 2, 3, 5 et 6 mai | 29 avril, 2, 3, 5 et 6 mai | 29 avril, 2, 3, 5 et 6 mai |
|  | E2                           | Crusaders de Cleveland            | 20, 22, 24 et 26 avril    |                           |                                   |                                   | 4                          | 4                          |                            |                            |  |  | 29 avril, 2, 3, 5 et 6 mai | 29 avril, 2, 3, 5 et 6 mai | 29 avril, 2, 3, 5 et 6 mai | 29 avril, 2, 3, 5 et 6 mai |
|  | E3                           | Blazers de Philadelphie           | 0                         | 0                         |                                   |                                   |                            |                            |                            |                            |  |  | 29 avril, 2, 3, 5 et 6 mai | 29 avril, 2, 3, 5 et 6 mai | 29 avril, 2, 3, 5 et 6 mai | 29 avril, 2, 3, 5 et 6 mai |
|  | E3                           | Blazers de Philadelphie           | 0                         | 0                         | Whalers de la Nouvelle-Angleterre | Whalers de la Nouvelle-Angleterre | 4                          | 4                          |                            |                            |  |  |                            |                            |                            |                            |
|  | 6, 8, 10, 11 et 15 avril     |                                   |                           |                           | Whalers de la Nouvelle-Angleterre | Whalers de la Nouvelle-Angleterre | 4                          | 4                          |                            |                            |  |  |                            |                            |                            |                            |
|  |                              |                                   | Jets de Winnipeg          | Jets de Winnipeg          | 1                                 | 1                                 |                            |                            |                            |                            |  |  |                            |                            |                            |                            |
|  | O1                           | Jets de Winnipeg                  | Jets de Winnipeg          | Jets de Winnipeg          | 1                                 | 1                                 | 4                          | 4                          |                            |                            |  |  |                            |                            |                            |                            |
|  | O1                           | Jets de Winnipeg                  |                           |                           |                                   |                                   |                            |                            |                            |                            |  |  |                            |                            |                            |                            |
|  | O4                           | Fighting Saints du Minnesota      | 1                         | 1                         |                                   |                                   |                            |                            |                            |                            |  |  |                            |                            |                            |                            |
|  | O4                           | Fighting Saints du Minnesota      | 1                         | 1                         | Jets de Winnipeg                  | Jets de Winnipeg                  | 4                          | 4                          |                            |                            |  |  |                            |                            |                            |                            |
|  | 5, 7, 11, 13, 15 et 17 avril |                                   |                           |                           | Jets de Winnipeg                  | Jets de Winnipeg                  | 4                          | 4                          |                            |                            |  |  |                            |                            |                            |                            |
|  |                              |                                   | Aeros de Houston          | Aeros de Houston          | 0                                 | 0                                 |                            |                            |                            |                            |  |  |                            |                            |                            |                            |
|  | O2                           | Aeros de Houston                  | Aeros de Houston          | Aeros de Houston          | 0                                 | 0                                 | 4                          | 4                          |                            |                            |  |  |                            |                            |                            |                            |
|  | O2                           | Aeros de Houston                  |                           |                           |                                   |                                   |                            | 4                          |                            |                            |  |  |                            |                            |                            |                            |
|  | O3                           | Sharks de Los Angeles             | 2                         | 2                         |                                   |                                   |                            |                            |                            |                            |  |  |                            |                            |                            |                            |
|  | O3                           | Sharks de Los Angeles             | 2                         | 2                         |                                   |                                   |                            |                            |                            |                            |  |  |                            |                            |                            |                            |
|  |                              |                                   |                           |                           |                                   |                                   |                            |                            |                            |                            |  |  |                            |                            |                            |                            |

#### Match après match
| 4 avril 1973 | Crusaders de Cleveland | 3-2 (pr) (0-0, 2-0, 0-2, 1-0) | Blazers de Philadelphie | Cleveland Arena 3 624 spectateurs |

| Feuille de match | Feuille de match | Feuille de match    | Feuille de match                                                                             | Feuille de match |
| ---------------- | --- | ------------------- | -------------------------------------------------------------------------------------------- | ---------------- |
|                  | P. Shmyr (P. Andrea) - 28 min 52 s R. Clearwater (R. Pumple, P. Andrea) - 37 min 43 s R. Buchanan (J. Hardy, B. Horton) - 69 min 44 s | 1-0 2-0 2-1 2-2 3-2 | 47 min 31 s - J. McKemzie (B. Campbell, D. Lawson) (SN) 56 min 50 s - J. McKemzie (R. Plumb) |                  |
| Gerry Cheevers   | Gardiens | Bernie Parent       |                                                                                              |                  |
|                  | |                     |                                                                                              |                  |
|                  | |                     |                                                                                              |                  |

| 7 avril 1973 | Crusaders de Cleveland | 7-1 (2-0; 4-0; 1-1) | Blazers de Philadelphie | Cleveland Arena 8 262 spectateurs |

| Feuille de match | Feuille de match | Feuille de match                | Feuille de match                           | Feuille de match |
| ---------------- | --- | ------------------------------- | ------------------------------------------ | ---------------- |
|                  | G. Jarrett (G. Pinder, P. Andrea) - 11 min 51 s J. Wiste (G. Jarrett, P. Andrea)- 15 min 40 s J. Wiste (R. Pumple) - 25 min 15 s G. Pinder (G. Jarrett, J. Wiste) - 25 min 51 s G. Jarrett (G. Pinder) - 26 min 10 s G. Eriksson (W. Muloin) - 31 min 20 s G. Jarrett (J. Wiste, R. Clearwater) - 44 min 19 s | 1-0 2-0 3-0 4-0 5-0 6-0 7-0 7-1 | 56 min 4 s - R. Campeau (C. Lapierre) (SN) |                  |
| Gerry Cheevers   | Gardiens | Marcel Paille Yves Archambeault |                                            |                  |
|                  | |                                 |                                            |                  |
|                  | |                                 |                                            |                  |

| 8 avril 1973 | Blazers de Philadelphie | 1-3 (1-0, 1-1, 1-0) | Crusaders de Cleveland | Philadelphia Civic Center 4 023 spectateurs |

| Feuille de match  | Feuille de match                                  | Feuille de match | Feuille de match                                                                                      | Feuille de match |
| ----------------- | ------------------------------------------------- | ---------------- | --- | ---------------- |
|                   | D. Burgess (R. Plumb, D. O'Donoghue) - 28 min 1 s | 0-1 0-2 1-2 1-3  | 7 min 3 s - P. Andrea (SN) 22 min 15 s - G. Eriksson (J. McMasters, S. Krake) 53 min 7 s - G. Jarrett |                  |
| Yves Archambeault | Gardiens                                          | Gerry Cheevers   | |                  |
|                   |                                                   |                  | |                  |
|                   |                                                   |                  | |                  |

| 11 avril 1973 | Blazers de Philadelphie | 2-6 (1-1, 1-4, 0-1) | Crusaders de Cleveland | Philadelphia Civic Center 3 211 spectateurs |

| Feuille de match  | Feuille de match                                                                                                  | Feuille de match                | Feuille de match | Feuille de match |
| ----------------- | --- | ------------------------------- | --- | ---------------- |
|                   | D. Herriman (A. Lacroix, J. McKenzie) (SN) - 12 min 36 s J. McKenzie (A. Lacroix, C. Lapierre) (SN) - 38 min 55 s | 0-1 1-1 1-2 1-3 1-4 1-5 2-5 2-6 | 10 min 34 s - G. Pinder (J. Wiste, G. Jarrett) (SN) 22 min 6 s - P. Andrea (J. Wiste, W. Muloin) 24 min 16 s - S. Krake (G. Erickson, P. Shmyr) 25 min 9 s - J. Wiste (G. Pinder) 37 min 49 s - B. Dillabough (P. Shmyr) 44 min 13 s - R. Pumple (P. Shmyr, P. Andrea) |                  |
| Yves Archambeault | Gardiens | Gerry Cheevers                  | |                  |
|                   | |                                 | |                  |
|                   | |                                 | |                  |

## Personnalités de l'équipe

### Joueurs

#### Statistiques en saison régulière
| Nom                     | Nat | Pos | PJ | B  | A  | Pts | Pun | Commentaire                                                                                       |
| ----------------------- | --- | --- | -- | -- | -- | --- | --- | ------------------------------------------------------------------------------------------------- |
| John Bennett (en)       |     | AG  | 34 | 4  | 6  | 10  | 18  |                                                                                                   |
| Michel Boudreau (en)    |     | D   | 33 | 7  | 7  | 14  | 4   |                                                                                                   |
| Robert Brown (en)       |     | D   | 4  | 0  | 0  | 0   | 2   | Termine la saison avec les Raiders de New York                                                    |
| Don Burgess             |     | AG  | 74 | 20 | 22 | 42  | 15  |                                                                                                   |
| Bryan Campbell          |     | C   | 75 | 25 | 48 | 73  | 85  |                                                                                                   |
| Rychard Campeau (en)    |     | D   | 75 | 1  | 18 | 19  | 72  |                                                                                                   |
| Jim Cardiff (en)        |     | D   | 78 | 3  | 24 | 27  | 185 |                                                                                                   |
| Jack Chipchase (en)     |     | D   | 4  | 0  | 0  | 0   | 2   |                                                                                                   |
| Sam Gellard (en)        |     | AG  | 5  | 0  | 0  | 0   | 0   |                                                                                                   |
| Frank Golembrosky (en)  |     | AD  | 8  | 0  | 0  | 0   | 9   | Termine la saison avec les Nordiques de Québec                                                    |
| John Gravel (en)        |     | D   | 8  | 1  | 3  | 4   | 0   |                                                                                                   |
| Derek Harker (en)       |     | D   | 27 | 0  | 5  | 5   | 46  | Commence la saison avec les Oilers de l'Alberta                                                   |
| Pierre Henry            |     | AG  | 19 | 2  | 3  | 5   | 13  |                                                                                                   |
| Don Herriman (en)       |     | AG  | 78 | 24 | 48 | 72  | 63  |                                                                                                   |
| Dave Hutchison (en)     |     | D   | 28 | 0  | 2  | 2   | 34  |                                                                                                   |
| André Lacroix           |     | C   | 78 | 50 | 74 | 124 | 83  |                                                                                                   |
| Camille Lapierre (en)   |     | D   | 24 | 5  | 9  | 14  | 2   |                                                                                                   |
| Danny Lawson (en)       |     | AD  | 78 | 61 | 45 | 106 | 35  |                                                                                                   |
| Larry Mavety (en)       |     | D   | 4  | 0  | 0  | 0   | 14  | Commence la saison avec les Sharks de Los Angeles · Termine la saison avec les Cougars de Chicago |
| John McKenzie (en)      |     | AD  | 60 | 28 | 50 | 78  | 157 |                                                                                                   |
| Denis Meloche           |     | C   | 4  | 1  | 1  | 2   | 0   |                                                                                                   |
| John Migneault (en)     |     | D   | 55 | 10 | 8  | 18  | 38  |                                                                                                   |
| Wayne Mosdell (en)      |     | D   | 8  | 0  | 1  | 1   | 12  |                                                                                                   |
| Darwin Mott (en)        |     | AG  | 1  | 0  | 0  | 0   | 0   |                                                                                                   |
| Murray Myers (en)       |     | AD  | 7  | 0  | 0  | 0   | 0   |                                                                                                   |
| Don O'Donoghue          |     | AD  | 74 | 16 | 23 | 39  | 43  |                                                                                                   |
| Pierre Paiement (en)    |     | D   | 8  | 1  | 0  | 1   | 18  |                                                                                                   |
| Michel Plante (en)      |     | C   | 70 | 13 | 12 | 25  | 35  |                                                                                                   |
| Ron Plumb               |     | D   | 78 | 10 | 41 | 51  | 66  |                                                                                                   |
| Nick Polano             |     | D   | 17 | 0  | 3  | 3   | 24  |                                                                                                   |
| Michel Rouleau (en)     |     | C   | 6  | 0  | 1  | 1   | 15  | Termine la saison avec les Nordiques de Québec                                                    |
| Derek Sanderson         |     | C   | 8  | 3  | 3  | 6   | 69  | Termine la saison avec les Bruins de Boston (LNH)                                                 |
| Irv Spencer             |     | D   | 54 | 2  | 27 | 29  | 43  |                                                                                                   |
| Claude St. Sauveur (en) |     | AG  | 2  | 1  | 0  | 1   | 0   |                                                                                                   |

| Nom                    | Nat | PJ | V  | D  | N | Min   | BC  | Bl | Moy  |
| ---------------------- | --- | -- | -- | -- | - | ----- | --- | -- | ---- |
| Yves Archambeault (en) |     | 6  | 1  | 3  | 0 | 260   | 17  | 0  | 3,91 |
| Tom Cottringer         |     | 2  | 1  | 1  | 0 | 122   | 8   | 0  | 3,93 |
| Marcel Paille (en)     |     | 15 | 2  | 8  | 0 | 611   | 49  | 0  | 4,81 |
| Bernie Parent          |     | 63 | 33 | 28 | 0 | 3 653 | 220 | 2  | 3,61 |
| Danny Sullivan (en)    |     | 1  | 1  | 0  | 0 | 60    | 3   | 0  | 3,00 |

#### Statistiques en séries éliminatoires
| Nom              | Nat | Pos | PJ | B | A | Pts | Pun |
| ---------------- | --- | --- | -- | - | - | --- | --- |
| Michel Boudreau  |     | D   | 2  | 0 | 0 | 0   | 0   |
| Don Burgess      |     | AG  | 4  | 1 | 0 | 1   | 0   |
| Bryan Campbell   |     | C   | 3  | 0 | 1 | 1   | 8   |
| Rychard Campeau  |     | D   | 4  | 1 | 0 | 1   | 17  |
| Jim Cardiff      |     | D   | 4  | 0 | 0 | 0   | 11  |
| Don Herriman     |     | AG  | 4  | 1 | 0 | 1   | 14  |
| Dave Hutchison   |     | D   | 3  | 0 | 0 | 0   | 0   |
| André Lacroix    |     | C   | 4  | 0 | 2 | 2   | 18  |
| Camille Lapierre |     | D   | 4  | 0 | 2 | 2   | 0   |
| Danny Lawson     |     | AD  | 4  | 0 | 1 | 1   | 0   |
| John McKenzie    |     | AD  | 4  | 3 | 1 | 4   |     |
| John Migneault   |     | D   | 4  | 0 | 0 | 0   | 0   |
| Murray Myers     |     | AD  | 2  | 0 | 0 | 0   | 0   |
| Don O'Donoghue   |     | AD  | 4  | 0 | 1 | 1   | 0   |
| Michel Plante    |     | C   | 4  | 0 | 0 | 0   | 2   |
| Ron Plumb        |     | D   | 4  | 0 | 2 | 2   | 13  |
| Irv Spencer      |     | D   | 4  | 0 | 0 | 0   | 4   |

| Nom               | Nat | PJ | V | D | Min | BC | Bl | Moy   |
| ----------------- | --- | -- | - | - | --- | -- | -- | ----- |
| Yves Archambeault |     | 3  | 0 | 2 | 153 | 11 | 0  | 4,31  |
| Marcel Paille     |     | 1  | 0 | 1 | 27  | 5  | 0  | 11,11 |
| Bernie Parent     |     | 1  | 0 | 1 | 70  | 3  | 0  | 2,57  |